# Zdeněk Pěkný
Zdeněk Pěkný (* 25. listopadu 2001 Jablonec nad Nisou) je český sáňkař a olympionik. Závodí v disciplíně saně - dvojice. Je členem klubu Sokol Jistebsko.

## Sportovní kariéra
Jezdí ve dvojici s Filipem Vejdělkem, od sezóny 2018/2019 se spolu pravidelně účastní závodů Světových pohárů, kde poslední 2 sezóny obsadili 23. a 24. místo v celkovém hodnocení SP. Na MS v ruském Soči v roce 2020 obsadil s Filipem Vejdělkem 18. místo v závodě dvojic a s Annou Čežíkovou a Michaelem Lejskem 9. místo ve štafetovém závodě. V únoru 2022 reprezentoval Česko na OH v Pekingu, kde se v kategorii dvojic umístil na 16. místě a ve štafetě na 10. místě.